# Willie Pettigrew
William Pettigrew detto Willie (Motherwell, 2 ottobre 1953) è un ex calciatore scozzese.
Nel 2014 è stato inserito nella hall of fame del Dundee Utd.

## Palmarès

### Club
- Coppa di Lega scozzese: 2

Dundee United: 1980, 1981

### Individuali
- Capocannoniere del campionato scozzese: 2

1975, 1977